# Rebecca Gratz
Rebecca Gratz (Lancaster, 4 de março de 1781 — Filadélfia, 27 de agosto de 1869) foi uma educadora, filantropista e escritora norte-americana.